# Return to Sender
Pour le film, voir Return to Sender (film).
Return to Sender est une chanson enregistrée par le chanteur américain Elvis Presley en 1962. La chanson fut écrite par Winfield Scott et Otis Blackwell.
Enregistrée le 27 mars 1962 dans les studios de Radio Recorders (en), la chanson raconte l'histoire d'un homme envoyant des lettres à la suite d'une querelle avec sa petite amie. Celle-ci renvoyant sans cesse le courrier à l'expéditeur en reprenant différentes raisons sur l'enveloppe : Return to Sender (retour à l'expéditeur), Unknown Address (adresse inconnue), No Such Person (personne de ce nom). Éconduit, il persévère néanmoins à envoyer ses lettres, refusant d'admettre que leur relation a atteint son terme. Elvis Presley a interprété cette chanson dans le film Girls! Girls! Girls!.
La chanson fut numéro 2 aux États-Unis et numéro 1 en Grande-Bretagne et devint rapidement disque de platine (RIAA) aux États-Unis.